# Dipartimento di Kollo
Il dipartimento di Kollo è un dipartimento del Niger facente parte della regione di Tillabéri. Il capoluogo è Kollo.

## Geografia antropica
Il dipartimento di Kollo è suddiviso in 11 comuni:

### Comuni urbani
- Kollo

### Comuni rurali
- Bitinkodji
- Diantchandou
- Hamdallaye
- Karma
- Kirtachi
- Kouré
- Libore
- N'Dounga
- Namaro
- Youri